# Gconf-editor
Gconf-editor es una aplicación para el entorno de escritorio GNOME. Puede ser considerada la equivalencia gráfica de gconftool y es usada para el mantenimiento del registro de GNOME.
Gconf-editor da la posibilidad a los usuarios de cambiar la configuración de la base de datos o registro de un archivo XML. Éste es usado primordialmente por desarrolladores para debuggear las aplicaciones, o por superusuarios para editar o manipular características de GNOME. Son muy abstractos los valores de la base de datos de GConf y la interfaz y forma de presentar estos datos es muy similar al editor de registro que usa Microsoft Windows.
Para ejecutar este comando, abrir una terminal y escribir:
```
gconf-editor

```

Algunos usuarios de GNOME han criticado esto como una excusa para simplificar que la interfaz y el diseño son el común denominador para todas ellas, por su simpleza y usabilidad. Las preferencias como esconder los iconos del escritorio o cambiar el orden de los botones en las ventanas puede ser muy amigable gracias a esta interfaz GUI como otras características pero solo pueden ser cambiadas usando gconf-editor. Los desarrolladores principales de GNOME reclaman que la mayoría de los usuarios a encuentran un montón de opciones confusas y difíciles de aprender, y que los llamados superusuarios tienen mucha dificultad para encontrar opciones usando una aplicación como gconf-editor.
Dada la controversia del asunto, han aparecido otras herramientas similiraes a GConf, como Gconfpref de MandrakeSoft. Hay también parches para las aplicaciones más populares, que añaden la habilidad de cambiar opciones ocultas que en la aplicación no aparecen o el desarrollador en cuestión ha decidido no ponerlas para que los usuarios normales no las vean, y solo puedan modificarse mediante gconf-editor.